# Congettura di Opperman
La congettura di Opperman è una congettura, formulata nel 1882, secondo cui il numero dei numeri primi minori o uguali a {\displaystyle n}, cioè {\displaystyle \pi (n)}, soddisfa la disuguaglianza
{\displaystyle \pi (n^{2}+n)>\pi (n^{2})>\pi (n^{2}-n),\,\,\forall {n\in \mathbb {N} \vee n>1}\,}
ossia, tra il quadrato di un numero {\displaystyle n},  e il quadrato più (o meno) quel numero, esiste almeno un numero primo. Essa pone una condizione più restrittiva del teorema di Chebyshev, che afferma 
{\displaystyle \pi (2n)>\pi (n)}
Infatti posto {\displaystyle n^{2}=p\,\,,n={\sqrt {p}}}, si ha che
{\displaystyle n^{2}+n=p+{\sqrt {p}}<2p\,,\,\,\forall n>2}
e, col segno meno
{\displaystyle n^{2}-n=p-{\sqrt {p}}>{p \over 2}\,,\,\,\forall n>2}
e quindi 
{\displaystyle 2p>n^{2}+n=p+{\sqrt {p}}>p>p-{\sqrt {p}}=n^{2}-n>{p \over 2}\,,\,\,\forall n>2}
In pratica la congettura di Opperman dice che esiste sempre un numero primo tra {\displaystyle n^{2}-n} e {\displaystyle n^{2}}, e tra {\displaystyle n^{2}} e {\displaystyle n^{2}+n}, o equivalentemente, esistono almeno due numeri primi tra {\displaystyle n^{2}-n} e {\displaystyle n^{2}+n}.
La congettura sarebbe immediatamente dimostrata se venisse provato che la massima distanza tra due primi, di cui il minore è {\displaystyle p}, è proporzionale al quadrato del logaritmo di {\displaystyle p}, cioè
{\displaystyle \pi (p+c\cdot \operatorname {log} ^{2}p)>\pi (p)}
La congettura di Opperman è anche una restrizione della congettura di Legendre, anch'essa indimostrata: secondo quest'ultima
{\displaystyle \pi ((n+1)^{2})=\pi (n^{2}+2n+1)>\pi (n^{2})}
o, in parole, vi è almeno un numero primo tra i quadrati di due numeri consecutivi.
Nel 1984 J. Iwaniec e H. Pintz  hanno dimostrato che sempre un numero primo fra {\displaystyle n-n^{\theta }} ed {\displaystyle n}, con {\displaystyle \theta =23/42=0,547...}. Poiché
{\displaystyle \forall n>2\,\,,\,n^{23 \over 42}>{\sqrt {n}}}
e
{\displaystyle \forall n>2\,\,,\,n^{23 \over 42}-{\sqrt {n+n^{23 \over 42}}}<0}
la congettura di Opperman è un'ulteriore restrizione.